# Abstammungspapier (Pferd)

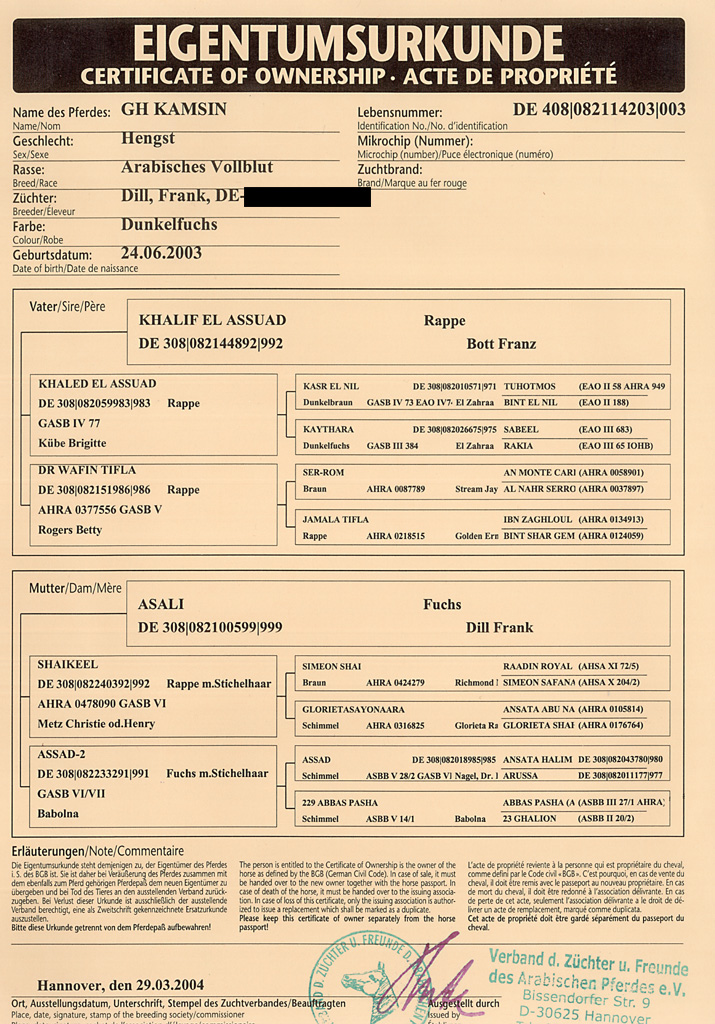
Eigentumsurkunde, ausgestellt vom VZAP

Abstammungspapiere erhalten in Deutschland und Österreich alle Pferde, die entweder einer anerkannten Zucht entstammen oder die in einen Zuchtverband aufgenommen wurden. Die Papiere werden auf Anforderung von dem jeweiligen Zuchtverband ausgestellt, bei dem das Pferd eingetragen ist.
Die Papiere setzen sich aus zwei Dokumenten zusammen, der Eigentumsurkunde und dem Equidenpass. Der Abstammungsnachweis ist in den Equidenpass integriert.
Dabei ist die Eigentumsurkunde (vergleichbar mit dem deutschen Kfz-Brief) der Nachweis über das Eigentum an dem aufgeführten Pferd. Der Equidenpass enthält neben den Informationen der Eigentumsurkunde weitere Sektionen, die die Entwicklung des Pferdes dokumentieren.